# Marele Premiu al Țărilor de Jos
Marele Premiu al Țărilor de Jos este o cursă de Formula 1 ce se desfășoară anual pe Circuitul Zandvoort, Zandvoort, Țările de Jos. A făcut parte din Calendarul Formulei 1 începând cu 1952, și până în 1985, și a desemnat Marele Premiu al Europei de două ori, în 1962 și 1976, când acest titlu era o desemnare onorifică acordată în fiecare an unei curse de Mare Premiu din Europa. Începând cu Sezonul de Formula 1 din 2021, a revenit din nou în calendar după mai bine de 30 de ani de absență.

## Edițiile Marelui Premiu al Țărilor de Jos (Formula 1)
Toate edițiile au avut loc pe Circuitul Zandvoort.
| An          | Pole position      | Cel mai rapid tur    | Pilotul câștigător | Constructorul câștigător   | Detalii           |
| ----------- | ------------------ | -------------------- | ------------------ | -------------------------- | ----------------- |
| 2024        | Lando Norris       | Lando Norris         | Lando Norris       | McLaren-Mercedes           | Detalii           |
| 2023        | Max Verstappen     | Fernando Alonso      | Max Verstappen     | Red Bull Racing-Honda RBPT | Detalii           |
| 2022        | Max Verstappen     | Max Verstappen       | Max Verstappen     | Red Bull Racing-RBPT       | Detalii           |
| 2021        | Max Verstappen     | Lewis Hamilton       | Max Verstappen     | Red Bull Racing-Honda      | Detalii           |
| 2020 – 1986 | Nu s-a desfășurat  | Nu s-a desfășurat    | Nu s-a desfășurat  | Nu s-a desfășurat          | Nu s-a desfășurat |
| 1985        | Nelson Piquet      | Alain Prost          | Niki Lauda         | McLaren-TAG                | Detalii           |
| 1984        | Alain Prost        | René Arnoux          | Alain Prost        | McLaren-TAG                | Detalii           |
| 1983        | Nelson Piquet      | René Arnoux          | René Arnoux        | Ferrari                    | Detalii           |
| 1982        | René Arnoux        | Derek Warwick        | Didier Pironi      | Ferrari                    | Detalii           |
| 1981        | Alain Prost        | Alan Jones           | Alain Prost        | Renault                    | Detalii           |
| 1980        | René Arnoux        | René Arnoux          | Nelson Piquet      | Brabham-Ford               | Detalii           |
| 1979        | René Arnoux        | Gilles Villeneuve    | Alan Jones         | Williams-Ford              | Detalii           |
| 1978        | Mario Andretti     | Niki Lauda           | Mario Andretti     | Lotus-Ford                 | Detalii           |
| 1977        | Mario Andretti     | Niki Lauda           | Niki Lauda         | Ferrari                    | Detalii           |
| 1976        | Ronnie Peterson    | Clay Regazzoni       | James Hunt         | McLaren-Ford               | Detalii           |
| 1975        | Niki Lauda         | Niki Lauda           | James Hunt         | Hesketh-Ford               | Detalii           |
| 1974        | Niki Lauda         | Ronnie Peterson      | Niki Lauda         | Ferrari                    | Detalii           |
| 1973        | Ronnie Peterson    | Ronnie Peterson      | Jackie Stewart     | Tyrrell-Ford               | Detalii           |
| 1972        | Nu s-a desfășurat  | Nu s-a desfășurat    | Nu s-a desfășurat  | Nu s-a desfășurat          | Nu s-a desfășurat |
| 1971        | Jacky Ickx         | Jacky Ickx           | Jacky Ickx         | Ferrari                    | Detalii           |
| 1970        | Jochen Rindt       | Jacky Ickx           | Jochen Rindt       | Lotus-Ford                 | Detalii           |
| 1969        | Jochen Rindt       | Jackie Stewart       | Jackie Stewart     | Matra-Ford                 | Detalii           |
| 1968        | Chris Amon         | Jean-Pierre Beltoise | Jackie Stewart     | Matra-Ford                 | Detalii           |
| 1967        | Graham Hill        | Jim Clark            | Jim Clark          | Lotus-Ford                 | Detalii           |
| 1966        | Jack Brabham       | Denny Hulme          | Jack Brabham       | Brabham-Repco              | Detalii           |
| 1965        | Graham Hill        | Jim Clark            | Jim Clark          | Lotus-Climax               | Detalii           |
| 1964        | Dan Gurney         | Jim Clark            | Jim Clark          | Lotus-Climax               | Detalii           |
| 1963        | Jim Clark          | Jim Clark            | Jim Clark          | Lotus-Climax               | Detalii           |
| 1962        | John Surtees       | Bruce McLaren        | Graham Hill        | BRM                        | Detalii           |
| 1961        | Phil Hill          | Jim Clark            | Wolfgang von Trips | Ferrari                    | Detalii           |
| 1960        | Stirling Moss      | Stirling Moss        | Jack Brabham       | Cooper-Climax              | Detalii           |
| 1959        | Jo Bonnier         | Stirling Moss        | Jo Bonnier         | BRM                        | Detalii           |
| 1958        | Stuart Lewis-Evans | Stirling Moss        | Stirling Moss      | Vanwall                    | Detalii           |
| 1957        | Nu s-a desfășurat  | Nu s-a desfășurat    | Nu s-a desfășurat  | Nu s-a desfășurat          | Nu s-a desfășurat |
| 1956        | Nu s-a desfășurat  | Nu s-a desfășurat    | Nu s-a desfășurat  | Nu s-a desfășurat          | Nu s-a desfășurat |
| 1955        | Juan Manuel Fangio | Roberto Mieres       | Juan Manuel Fangio | Mercedes-Benz              | Detalii           |
| 1954        | Nu s-a desfășurat  | Nu s-a desfășurat    | Nu s-a desfășurat  | Nu s-a desfășurat          | Nu s-a desfășurat |
| 1953        | Alberto Ascari     | Luigi Villoresi      | Alberto Ascari     | Ferrari                    | Detalii           |
| 1952        | Alberto Ascari     | Alberto Ascari       | Alberto Ascari     | Ferrari                    | Detalii           |

### Statistici
Patru piloți au obținut cel puțin câte un hat-trick (pole position, cel mai rapid tur și victorie într-o cursă): Alberto Ascari în 1952, Jim Clark în 1963, Jacky Ickx în 1971 și Max Verstappen în 2022.

#### Multipli câștigători
| Victorii | Pilot          | Ani                    |
| -------- | -------------- | ---------------------- |
| 4        | Jim Clark      | 1963, 1964, 1965, 1967 |
| 3        | Jackie Stewart | 1968, 1969, 1973       |
| 3        | Niki Lauda     | 1974, 1977, 1985       |
| 3        | Max Verstappen | 2021, 2022, 2023       |
| 2        | Alberto Ascari | 1952, 1953             |
| 2        | Jack Brabham   | 1960, 1966             |
| 2        | James Hunt     | 1975, 1976             |
| 2        | Alain Prost    | 1981, 1984             |

| Victorii | Constructor     | Ani                                            |
| -------- | --------------- | ---------------------------------------------- |
| 8        | Ferrari         | 1952, 1953, 1961, 1971, 1974, 1977, 1982, 1983 |
| 6        | Lotus           | 1963, 1964, 1965, 1967, 1970, 1978             |
| 4        | McLaren         | 1976, 1984, 1985, 2024                         |
| 3        | Red Bull Racing | 2021, 2022, 2023                               |
| 2        | BRM             | 1959, 1962                                     |
| 2        | Matra           | 1968, 1969                                     |
| 2        | Brabham         | 1966, 1980                                     |

#### Multipli deținători depole position
| Pole-uri | Pilot           | Ani              |
| -------- | --------------- | ---------------- |
| 3        | René Arnoux     | 1979, 1980, 1982 |
| 3        | Max Verstappen  | 2021, 2022, 2023 |
| 2        | Alberto Ascari  | 1952, 1953       |
| 2        | Graham Hill     | 1965, 1967       |
| 2        | Jochen Rindt    | 1969, 1970       |
| 2        | Niki Lauda      | 1974, 1975       |
| 2        | Ronnie Peterson | 1973, 1976       |
| 2        | Mario Andretti  | 1977, 1978       |
| 2        | Alain Prost     | 1981, 1984       |
| 2        | Nelson Piquet   | 1983, 1985       |

#### Multipli deținători de cel mai rapid tur
| CMRT | Pilot           | Ani                          |
| ---- | --------------- | ---------------------------- |
| 5    | Jim Clark       | 1961, 1963, 1964, 1965, 1967 |
| 3    | Stirling Moss   | 1958, 1959, 1960             |
| 3    | Niki Lauda      | 1975, 1977, 1978             |
| 3    | René Arnoux     | 1980, 1983, 1984             |
| 2    | Jacky Ickx      | 1970, 1971                   |
| 2    | Ronnie Peterson | 1973, 1974                   |

## Câștigătorii Marelui Premiu al Țărilor de Jos (Non-Formula 1)
Câștigătorii edițiilor care nu au făcut parte din Campionatul Mondial de Formula 1.
| An   | Pilot        | Mașină      | Locație   | Categorie |
| ---- | ------------ | ----------- | --------- | --------- |
| 1951 | Louis Rosier | Talbot-Lago | Zandvoort | Formula 1 |
| 1950 | Louis Rosier | Talbot-Lago | Zandvoort | Formula 1 |